# Арман Газарян
Арман Газарян (вірм. Արման Ղազարյան, нар. 24 червня 2001, Єреван, Вірменія) — вірменський футболіст, центральний захисник клубу «Урарту» та національної збірної Вірменії.

## Ігрова кар'єра

### Клубна
З п'ятирічного віку Арман Газарян займався футболом у дитячо-юнацькій школі клубу «Урарту». У 2012 році Газаряна було визнано кращим захисником у складі молодіжної команди «Урарту». Влітку 2019 року футболіст перейшов до столичного ЦСКА, разом з яким вийшов до Прем'єр-ліги. У листопаді 2021 року футболіст зіграв першу гру у вищому дивізіоні.
А в січні 2022 року Газарян повернувся до «Урарту».

### Збірна
Арман Газарян виступав за юнацькі збірні Вірменії різних вікових категорій. 19 листопада 2022 року у товариському матчі проти команди Албанії Газарян дебютував у складі національної збірної Вірменії.

## Досягнення
- Чемпіон Вірменії (1):

«Урарту»: 2022-23
- Володар Кубка Вірменії (1):

«Урарту»: 2022-23